# Giuncheto
Giuncheto (en cors Ghjunchetu) és un municipi francès, situat a la regió de Còrsega, al departament de Còrsega del Sud. L'any 1999 tenia 69 habitants.

## Demografia
| 1962 | 1968 | 1975 | 1982 | 1990 | 1999 |
| ---- | ---- | ---- | ---- | ---- | ---- |
| 75   | 77   | 53   | 41   | 46   | 69   |

## Administració
| Període   | Identitat     | Partit | Qualitat |
| --------- | ------------- | ------ | -------- |
| 2001-2008 | Pierre Juniet |        |          |